# Загоровский, Михаил Павлович
Михаил Павлович Загоровский (6 октября 1918, Воронеж — 5 апреля 1993) — советский шахматист, мастер спорта СССР, международный мастер ИКЧФ (1974).
Старший брат гроссмейстера ИКЧФ, чемпиона мира по заочным шахматам В. П. Загоровского. Сын психолога П. Л. Загоровского.

## Биография
В 1941 г. окончил химический факультет Воронежского университета. В связи с началом Великой Отечественной войны был призван в армию. Служил в мастерских авиации дальнего следования. Закончил войну в звании капитана. Вышел в отставку в звании инженера-подполковника.
Выступал в соревнованиях ВС СССР. Добился значительных успехов в игре по переписке. Дважды участвовал в чемпионатах СССР (победил в полуфинале одного из них). Вершина шахматной карьеры — участие в 7-м чемпионате мира (до этого разделил победу в полуфинале чемпионата). В составе сборной СССР участвовал в полуфинале 4-го командного чемпионата Европы (играл на 1-й доске).
Похоронен на Хованском кладбище.

## Спортивные результаты
| Год       | Соревнование                                                          | + | − | = | Результат | Место |
| --------- | --------------------------------------------------------------------- | - | - | - | --------- | ----- |
| 1963—1964 | Полуфинал 7-го чемпионата СССР                                        |   |   |   |           | 1     |
| 1965—1966 | 7-й чемпионат СССР                                                    |   |   |   |           | [ 5 ] |
| 1967—1968 | 8-й чемпионат СССР                                                    |   |   |   |           | [ 6 ] |
| 1969—1971 | Полуфинал 7-го чемпионата мира                                        |   |   |   |           | 1—2   |
| 1972—1975 | 7-й чемпионат мира                                                    | 3 | 5 | 8 | 7 из 16   | 13    |
| 1986—1990 | Отборочный турнир 6-го и 7-го Кубков ИКЧФ (группа 60)                 | 5 | 1 | 4 | 7 из 10   | 4     |
| 1988—1994 | Полуфинал 4-го командного чемпионата Европы (сборная СССР, 1-я доска) | 2 | 2 | 3 | 3½ из 7   |       |